# Алатчанинов, Андрей Игнатьевич
Андрей Игнатьевич Алатчанинов (1700—1766) — русский судостроитель, заведующий Киевской верфью и Галерным двором в Санкт-Петербурге, построил около 1000 вёсельных судов для Российского императорского флота, самый молодой галерный мастер в отечественной истории кораблестроения и единственный, пожалованный в чин бригадира.

## Биография
Андрей Игнатьевич Алатчанинов (встречается как: Алатчанин, Алатченинов, Аладчанинов) родился 17 октября 1700 года. Начал службу при Петре I в 1714 году, учеником плотника на верфи Казанского адмиралтейства под руководством Мокея Черкасова, который организовал там массовое строительство скампавей. С 1720 года по решению Адмиралтейств-коллегии работал учеником 1-го класса в Петербурге на Галерном дворе у мастера-венецианца Дипонтия. С 1724 года Алатчанинов под руководством Черкасова строил вёсельные суда на Киевской верфи. В 1726 году галерный подмастерье Алатчанинов находился в Брянске, где осматривал и освидетельствовал леса для строительства прамов и галер на Брянской верфи.
20 ноября 1728 года Алатчанинову было назначено повышенное жалование — 10 рублей в месяц. 2 марта 1731 года пожалован в галерные мастера и стал после мастера М. Черкасова заведовать Киевской верфью с жалованием 25 рублей в месяц. Алатчанинов стал самым молодым галерным мастером в отечественной истории кораблестроения.

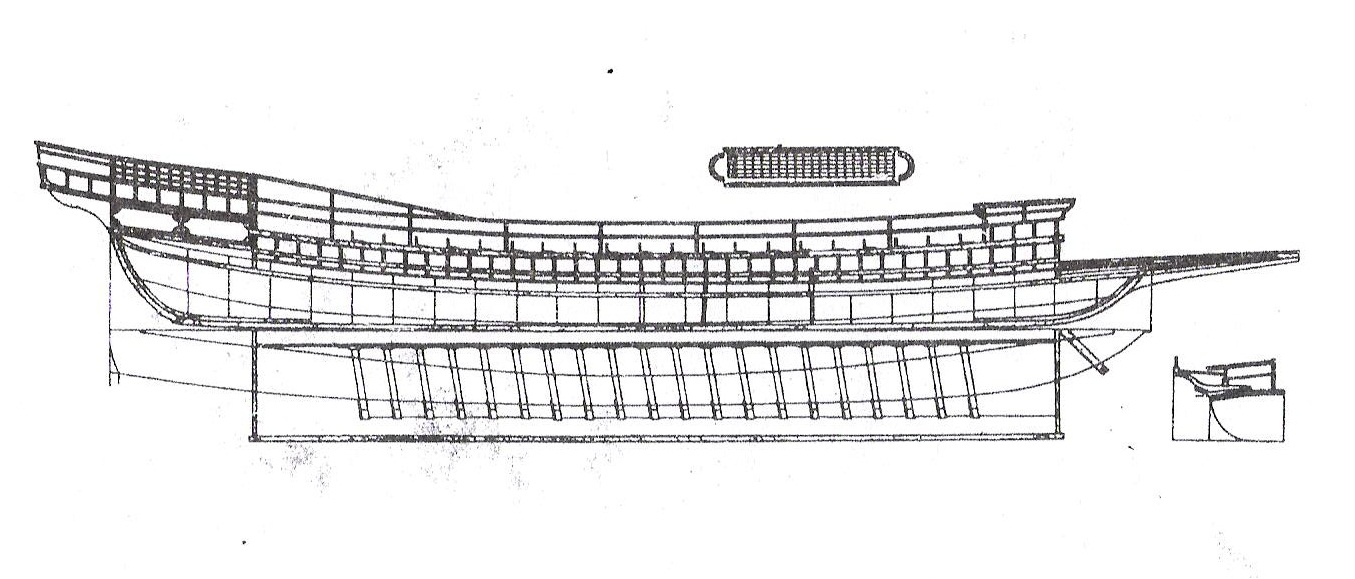
Чертеж русской 20-баночной галеры «французского маниру». 1736 год

В течение 1731—1732 годов строил две галеры в Санкт-Петербурге на «французский манер», а затем в октябре 1733 года был командирован старшим команды строителей, подмастерьев и плотников в Таврове в Тавровском адмиралтействе, а затем на Запорожской верфи, где возрождались Азовские и Черноморские гребные флотилии. Им лично и под его руководством было построено несколько десятков 14, 20 и 22-баночных галер, 15 транспортов и более 500 казачьих чаек. Первый морской казачий чёлн, по проекту которого было построено несколько сот казачьих чаек, Алатчанинов сконструировал в 1736 году. Чайка Алатчанинова сохраняла пропорции запорожских чаек XVI—XVII веков и отличалась от них лишь тем, что строилась на килевой основе, а не на долбленом основании. Она имела длину 18,3 м, ширину — 3,4 м, 12 пар вёсел и вмещала 40-60 человек. В том же году Алатчанинов был командирован для осмотра корабельных лесов.
В августе 1738 года корабел был срочно отозван в Санкт-Петербург для строительства галер, которые строил вместе с Иваном Немцовым и Кузьмой Острецовым, а в ноябре того же года был поспешно направлен в Тавров, а затем в крепость Святой Анны, расположенной на правом берегу Дона недалеко от города Черкасска (ныне — станица Старочеркасская) для постройки 20 галер, предназначавшихся для Азовской флотилии.
В 1740 году Алатчанинов возвратился в Петербург, где на Галерном дворе сначала занимался разборкой корабельного леса, а затем построил 9 галер. В 1742 году построил три 20-баночные галеры и 17 островных лодок, совместно с галерным мастером И. Немцовым заложил тринадцать 16, 20 и 22-баночных галер. В 1743 году был направлен в Або (ныне Финляндия) для строительства партии из 6 галер, среди которых были построены по проекту галерного мастера Ю. А. Русинова конные галеры «Мир» и «Финляндия» — военно-транспортное нововведение Петра Великого.

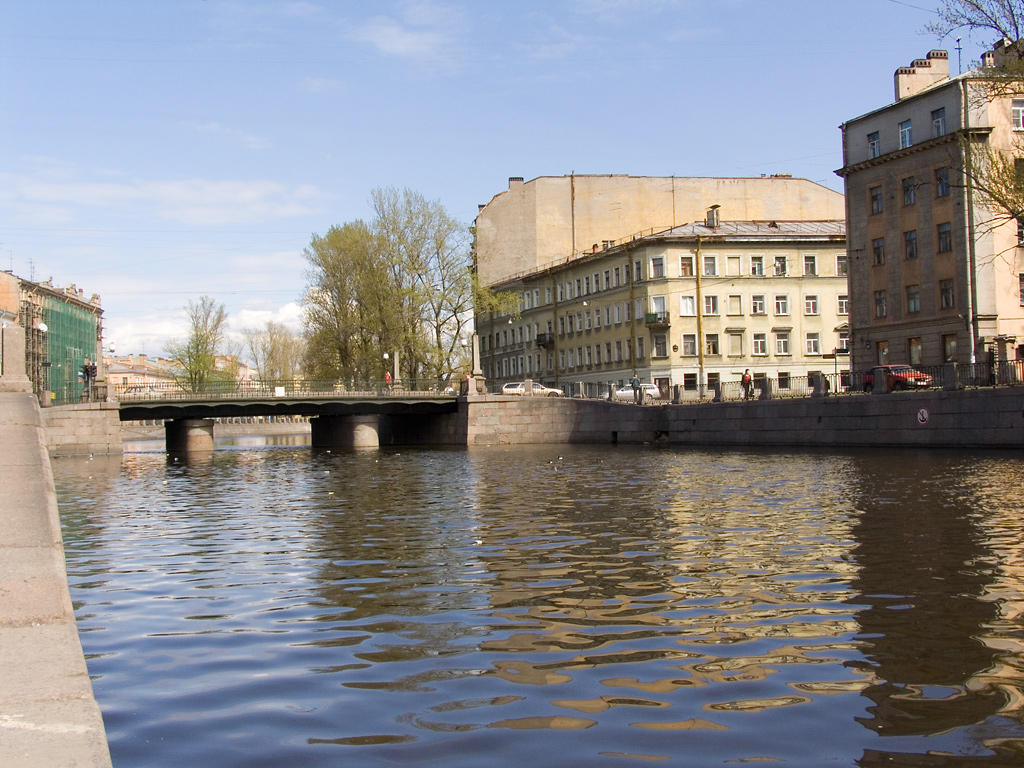
Аларчин мост в Санкт-Петербурге, своим названием обязан неправильному произношению фамилии галерного мастера Алатчанина.

В 1748 году Алатчанинов был назначен руководителем всем галерным строительством в Санкт-Петербурге. За 1748—1765 годы под его руководством построены 53 галеры, в том числе семь конных галер «Турухтан», «Треска», «Лифляндия», «Планета», «Елень», «Смелая», «Черепаха» и многие другие мелкие суда. В 1758 году в Санкт-Петербурге Алатчанинов построил по собственному чертежу специальную галеру для наследника Петра Фёдоровича.
9 июня 1762 года был произведён в бригадиры, с оставлением в звании галерного мастера и с жалованием по 1000 рублей в год. В отечественной истории кораблестроения он стал единственным галерным мастером пожалованным в бригадирский ранг.
Умер А. И. Алатчанинов 2 (13) мая 1766 года в Санкт-Петербурге. Похоронен на Лазаревском кладбище Александро-Невской лавры.
После смерти Алатчанинова, «за особое изящество и ходкость» построенных Алатчаниновым судов «не в образец другим», его вдове Марфе Андреевне была Всемилостивейше назначена высокая по тем временам пенсия — 200 рублей в год.

## Память
- Неправильное произношение фамилии Алатчанина сохранилось в названии Аларчина моста в Санкт-Петербурге, близ которого с 1742 года[25] находился его дом[5][26].